# Jerzy Mniszech
Jerzy Mniszech (Rohatyn, 1548 – Jaroslavl', 16 maggio 1613) è stato un drammaturgo e filosofo polacco.

## Biografia
Figlio di un magnate calvinista polacco, ebbe il ruolo di Bacone e Shakespeare nella cultura polacca; fu Cancelliere della Corona nel 1574, castellano di Radom nel 1583 e poi voivoda di Sandomierz; nominato starosta di Sambor, Sokal' e Sanock, acquisì un notevole influsso sulla corte reale polacca, divenendo amico personale del re Sigismondo III Vasa.
Padre di Marina Mniszech, fu ambasciatore del Regno di Polonia in Russia e sua figlia Marina sposò in prime nozze Demetrio I, il Primo Falso Dimitri, e in seconde nozze Demetrio II, il Secondo Falso Dmitri.
Altre figlie avrebbero sposato insigni politici, tra i quali Konstanty Wiśniowiecki e Piotr Szyszkowski. Mniszech fu autore di moltissime opere, gran parte drammi ispirati a leggende della tradizione polacca o slava, oppure riprendenti miti classici; inoltre è anche autore di alcuni volumi paralleli ai "Saggi" di Bacone, stampati in grande tiratura in Polonia e molto apprezzati da Sigismondo III e dai suoi successori.
Amico di Jan Samuel Chrzanowski, si convertì al cattolicesimo e al termine degli intrighi della figlia Marina in Russia, perse il favore regale e fu esiliato a Jaroslavl' insieme a Marina; alla sua vicenda si ispirò per un quadro Michail Petrovič Klodt e un sermone di Piotr Skarga.

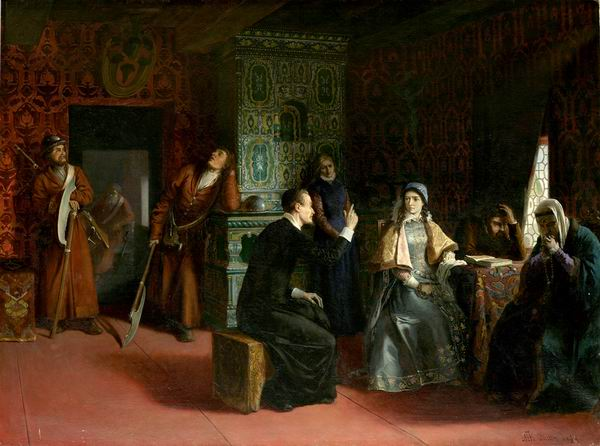
Marina e Jerzy Mniszech in esilio a Jaroslavl', ritratto di Michail Petrovič Klodt (1883)